# Nueva Numancia (metropolitana di Madrid)
Nueva Numancia è una stazione della linea 1 della metropolitana di Madrid.
Si trova sotto all'Avenida de la Albufera nell'intersezione con la Calle del Puerto de Pajares, nel distretto Puente de Vallecas.

## Storia
La stazione fu inaugurata il 2 luglio 1962.

## Accessi
Ingresso Norte
- Norte, pari: Avenida de la Albufera, 54
- Norte, dispari: Avenida de la Albufera, 47

Ingresso Sur aperto dalle 6:00 alle 21:40, momentaneamente chiuso
- Sur, dispari: Avenida de la Albufera, 69
- Sur, pari: Avenida de la Albufera, 76